# Экологические похороны
Экологические похороны — совокупность способов погребения, имеющая цель нанести минимальный урон окружающей среде.

## Виды экологических похорон

### Естественное («зеленое») погребение
Естественное погребение представляет собой процесс, привычный человечеству с незапамятных времен. Суть его состоит в том, что тело усопшего заворачивают в саван и опускают на небольшую глубину в землю. При этом не используется ни раствор формальдегида, ни лакированный деревянный гроб, ни другие вредные для окружающей среды вещества. Также в отличие от обычного захоронения во время естественного погребения тело усопшего закапывают на глубине одного метра, что в два раза меньше, чем при обычном погребении. Это делается для более быстрого разложения тела в условиях, способствующих этому — верхнем почвенном слое, богатом микроорганизмами и питательными веществами.

### Ресомация
Ресомация — особая технология ускоренного разложения останков путем их растворения. Тело усопшего помещается в герметичную камеру — ресоматор — в котором происходит его гидролиз в щелочной среде. После этого тело обрабатывают раствором гидроксида калия под воздействием температуры 180°С и давлением в 10 атмосфер. Затем растворившиеся останки смываются в канализацию, оставшиеся — проходят процесс сушки и измельчения. В результате примерно через три часа родственники усопшего получают сосуд с прахом белого цвета.

#### Достоинства
Ресомация считается самым экологичным способом погребения, поскольку она не сопровождается выбросом токсичных веществ в атмосферу (в отличие от кремации). Кроме того, человек, погребенный таким способом, «экономит» место на кладбище и не несет эпидемиологической угрозы.

### Промессия
Промессия представляет собой процесс охлаждения тела усопшего жидким азотом до −196°С. После заморозки останки расщепляют с помощью вибрации до получения порошка. Поскольку в теле человека могут присутствовать металлические фрагменты (зубные коронки, штифты и т. п.), их убирают, а сам порошок выпаривают.

#### Достоинства
Получившуюся смесь можно использовать в хозяйстве. Например, для удобрения растений. Также можно захоронить прах человека в землю, а вместо привычного надгробия посадить «мемориальное» дерево, которое будет подпитываться от промессионного порошка. 

### «Вечные» коралловые рифы

#### История
Этот способ захоронения в 1980-е годы придумали Дон Броули и Тодд Барбер — любители дайвинга из Флориды. Зная о разрушении коралловых рифов, коллеги решили заниматься производством искусственных рифов из смеси на основе бетона. «Рифы» представляли собой полусферы с шероховатой поверхностью, на которой могли расти настоящие кораллы. Таким образом, нейтральный pH материала, структура «рифов», похожая на натуральную, позволили дайверам помочь в восстановлении рифов.
В 1998 году у Дона Броули умер тесть — известный пианист Карлтон Глен Палмер. Незадолго до смерти он написал, что хотел бы быть погребенным в коралловом рифе и «наблюдать за жизнью океана». Броули исполнил желание тестя, и с этого первого «заказа» началась история компании The Eternal Reefs}.

#### Технология
Процесс представляет собой смешивание праха усопшего с смесью для изготовления рифов. Затем рифы помещаются в океан, в места, которые может выбрать семья усопшего. Компания размещает рифы на территориях Флориды, Северной и Южной Каролины, Мэриленда, Нью-Джерси, Техас и Вирджинии.

#### Достоинства
Бетон, входящий в состав «рифов» обладает нейтральной кислотностью. Кроме того, это поможет улучшить экосистему океана и увеличит места обитания его обитателей.

### Грибной костюм
Речь идет о костюме Coeio, созданном биохудожницей Джэ Рим Ли. После погребения человека в таком костюме споры, расположенные на ткани, начинают прорастать, используя питательные вещества из тела усопшего. Грибница обогащает почву, в которой произрастает, и доставляет питательные вещества к другим растениям.

## Ограничения
Экологические похороны не всегда возможны, особенно это касается захоронения погибших во время стихийных бедствий людей.